# أوراني

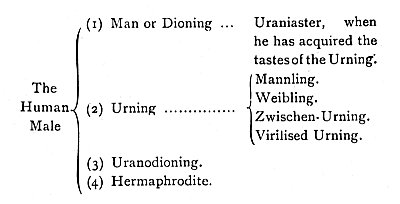

أوراني (بالإنجليزية: Uranian)‏ هو مصطلح يعود للقرن التاسع عشر ويشير لشخص ينتمي للجنس الثالث، بالأصل كان يُوصف الأوراني بأنه «نفسُ أنثى في جسمِ ذكر» ويكون الأوراني منجذب جنسياً نحو الرجال، وقد تم توسيع المصطلح ليشتمل على الإناث المثليات ممن يقمن بتصرفاتٍ ذكرية بالإضافة لعدد من الأنواع الجنسية الأخرى. يُعتقد أن الكلمة تعود بالأصل للألمانية حيث نشرها للمرة الأولى الناشط كارل هاينريش أولريكس في سلسلة من خمسة كتيبات جُمعت تحت عنوان «أحجية الحب بين الذكور» ونشرت بين عامي 1864 و1865. طور أولريكس هذا الاصطلاح قبل الاستخدام العلني الأول لمصطلح «مثلي الجنس»، والذي ظهر عام 1869 في رزمة نشرت بشكل مجهول على يد كارل ماريا كيرتبيني. أشتق أولريكس الكلمة من الآلهة الإغريقية أفروديت أورانيا والتي خلقت من خصيتا الإله أورانوس. وبالتالي فهي ترمز إلى النوع المثلي، فيما اشتقت مفردة «ديونينغ» من أفروديت ديونيا وهو مصطلح يشير للنوع المغاير.